# カナカナ (漫画)
『カナカナ』は、西森博之による日本の漫画作品。『週刊少年サンデーS』（小学館）にて、2020年8月号から2023年11月号まで第一部を連載。
2022年5月 - 6月、NHK総合にてテレビドラマが放送された（後述）。

## あらすじ
凶悪顔で元ヤンながらも純粋な心の持ち主・日暮正直は、ある日「人の心の声が聞こえる」という能力を持つ少女・佳奈花と出会う。正直は何も知らないまま佳奈花を預かり、一緒に暮らすことになる。秘密を抱えた少女と、何にも抱えていないような男のストーリー。

## 登場人物
佳奈花（かなか）
主人公。5歳児。
人の心の声が聞こえてしまうという能力を持っているため、幼くして人々の嫌な内面を知ってしまう。
両親を事故で亡くし、祖母に育てられる。佳奈花の能力を知った祖母に、「この能力は人に忌み嫌われるものであるから佳奈花は1人で生きていかなくてはならない」と判断され、早く独り立ちできるように英才教育を受けてきた。そのため、未就学児ながら本や新聞を読むことができる、地産地消の意味を知っている、消費税の計算ができるなど、かなりの秀才である。
祖母の死後は親戚にたらい回しにされ、母親の姉の夫の兄の娘の甥である正直に預けられる予定であった。しかし、親戚の次郎の家に居候していた際、佳奈花の能力に気づいた沢田に悪用されそうになったため家を逃げ出し、行き着いた公園で正直に出会った。沢田はその公園まで佳奈花を追ってきており、佳奈花を連れ戻そうとするが、佳奈花は正直のことを「今まで出会った人とは違い、正直の心はゆったりしていて何も考えていなかったため、この人となら一緒にいられる」と思い、正直について行くと決める。
正直と共に警察から逃げる際、正直から「これからは佳奈花に面倒見てもらおうかな」と言われ、生きる目的を見つける。
日暮 正直（ひぐらし まさなお）
左目付近に傷のある、かなり強面の元ヤンだが、現在は更生し、居酒屋『パイセン』の大将をやっている。
岩井に親戚の子を預かってくれと頼まれ、その子を迎えに行く際に立ち寄った公園で佳奈花と出会う。そこに現れた沢田に佳奈花を渡せと要求されるも、佳奈花が正直を選んだため、連れ帰る。実際は佳奈花が預かる予定の親戚の子だったのだが、当初はそのことを知らずに連れ帰ったため未成年者略取で警察を呼ばれる事態となり、一時は佳奈花とともに外国に逃げることを決意したが、親戚の子だと判明してからは、父親代わりとして一緒に暮らすようになる。
人の心の声が聞こえる佳奈花が警戒心を解くほど純粋でおだやかな心の持ち主。警察から逃げる際に佳奈花を屋根の上に放り投げたり、デコピンで沢田を吹っ飛ばすなど、腕力はかなりのものである。
岸辺 勇介（きしべ ゆうすけ）
正直の親友。居酒屋「パイセン」の常連。
勘が鋭く、佳奈花が何かの能力を持っているのではないかと推察した。推察している際の声も佳奈花は聞こえているため、佳奈花から少し警戒されているが、正直の友人であることから信用はされている。
岩井 真実（いわい まさみ）
正直の伯母。佳奈花の母親の姉の夫の兄の娘。正直たちからは「おばちゃん」と呼ばれている。
正直に佳奈花の世話を頼む。
18歳の息子・陽斗（はると）と、22歳の娘・洋子（ようこ）がいる。
沙和（さわ）
正直の友人。
高校時代、つっぱっていたために周りから敬遠されていたところを正直に声をかけてもらったことがあり、その頃から正直に惚れている。しかし、極度のツンデレであるため、正直に悪態をついてばかりで自分の気持ちを表現できずにいる。
佳奈花のことを「子供ちゃん」と呼んでいる。
巌 太郎丸（いわお たろうまる）
正直の友人。
正直と同様、かなりの強面であるため、周りから警戒されることが多い。しかし、彼と同様に優しい心の持ち主で、食べてる弁当に子供が走った拍子に砂がかかっても全く怒らなかった。
佳奈花は心が読めるため、巌の人となりを理解し、笑顔で接した。普段は人に怖がられてしまう巌はそのことに感動し、心の中で「佳奈花の姐御」と呼んでいる（佳奈花は心が読めるため、それを知っている）。
沢田
佳奈花の祖父の弟の嫁の妹の子供。
佳奈花の能力に気付き、それを悪用するために佳奈花を連れ帰ろうとするが、正直に阻止される。

## 書誌情報
- 西森博之『カナカナ』小学館〈少年サンデーコミックス スペシャル〉、既刊6巻（2023年11月17日現在）
  1. 2020年12月18日発売[5][書誌 1]、ISBN 978-4-09-850369-8
  2. 2021年7月16日発売[書誌 2]、ISBN 978-4-09-850685-9
  3. 2022年2月18日発売[書誌 3]、ISBN 978-4-09-851009-2
  4. 2022年7月15日発売[書誌 4]、ISBN 978-4-09-851208-9
  5. 2023年4月18日発売[書誌 5]、ISBN 978-4-09-852036-7
  6. 2023年11月17日発売[書誌 6]、ISBN 978-4-09-853039-7

## テレビドラマ
2022年5月16日から6月30日まで、NHK総合の「夜ドラ」枠にて放送された。主演は、本作が地上波の連続ドラマ初主演となる眞栄田郷敦。ロケ地は神奈川県三浦市。

### あらすじ（テレビドラマ）
日暮正直(通称マサ)は、海辺の街ニ浦で居酒屋をしている元ワル。ある日、遠い親戚の5歳の佳奈花父親代わりとなる。しかし佳奈花には他人の心が読める能力がありその能力を金儲けに利用しようとする佳奈花の叔父沢田に能力を狙われていた…

### キャスト
- 日暮正直（マサ） - 眞栄田郷敦
- 佳奈花 - 加藤柚凪[7]
- 岸辺勇介 - 前田旺志郎[7]
- 沙和 - 白石聖[7]
- 巌太郎丸（イワオ） - 栄信[8]
- 岩井陽斗 - 瀧澤翼（円神）[8]
- 支配人・久保 - 渡辺大[8]
- 田所美咲 - 新川優愛[7]
- 本原 - 勝矢[9]
- 下浦 - 越村友一[10]
- マサの母 - 佐藤玲
- 佳奈花の祖母 - 梅沢昌代
- 桐島敬也 - 桐山漣[8]
- 沢田 - 武田真治[7]
- 大門刑事（オッチャン） - 橋本じゅん[7]
- 岩井真実（オバチャン） - 宮崎美子[7]

### ゲスト
第1話
鈴木さん
演 - 菅野莉央
佐藤さん
演 - 伊藤麻実子
上記2名は公園にいた女性。
第3話
次郎じいさん
演 - 久保酎吉（第4話）
淳子さん
演 - 岩橋道子（第4話）
上記2名とも、佳菜花の親戚にあたる。
第5話
老人
演 - 品川徹
勇介に公園デビューを伝授する。
公園のお母さん
演 - 安田カナ（第6話）
第6話
智
演 - ふせえり
英子の叔母。
宮園
演 - 小野了（第6話 - 第20話）
夏影グループの執事。
夏影英子
演 - 落井実結子（第6話 - 第28話）
夏影グループの令嬢。
第7話
夏影重弘
演 - 飯田基祐（第7話 - ）
夏影グループの当主。英子の父。
第12話
弁護士風の男
演 - 山中聡
パイセンで食中毒が出たと言いがかりをつける。
第17話
剛士
演 - 森優理斗（第17話 - 第28話）
本原の息子。
第19話
徳陽和尚
演 - 斉藤暁
周囲から特殊な能力があるといわれている僧侶。
中田薫
演 - 熊澤歩哉
陽斗の友達でクイズ研究会の仲間。
中田隆一
演 - 池田良
薫の父。受験に専念させるためにマサとクイズ対決をする。
第20話
夏影蘭子
演 - 桜一花
英子の母。
第21話
船村
演 - ゆうたろう （第21話 - 第28話）
勇介の友人。詐欺に遭う。
第22話
大原
演 - 増田修一朗 （第22話 - 第24話）
黒山企画の受付。
第23話
佳奈花の父
演 - 髙橋洋
佳奈花の母
演 - 宮澤美保

### スタッフ
- 原作 - 西森博之『カナカナ』
- 脚本 - 荒井修子、木滝りま
- 語り - 林原めぐみ[20]
- 音楽 - 眞鍋昭大、宗形勇輝
- 主題歌 - PEOPLE 1「YOUNG TOWN」[8]
- 制作統括 - 海辺潔（NHK）、黒沢淳（テレパック）
- プロデューサー - 三本千晶（テレパック）
- 演出 - 河原瑶、守下敏行、室井岳人
- 制作・著作 - NHK、テレパック

### 放送日程
| 週 | 放送日  | 回 | サブタイトル                | 脚本     | 演出 |
| -- | ------- | -- | --------------------------- | -------- | ---- |
| 1  | 5月16日 | 1  | はじまりカナ?               | 荒井修子 |      |
| 1  | 5月17日 | 2  | 逃げられる…カナ?            | 荒井修子 |      |
| 1  | 5月18日 | 3  | 悪い子なのカナ?             | 荒井修子 |      |
| 1  | 5月19日 | 4  | えん罪、晴らせるカナ?       |          |      |
| 2  | 5月23日 | 5  | 通過儀礼カナ?               |          |      |
| 2  | 5月24日 | 6  | 友達100人、できるカナ?      |          |      |
| 2  | 5月25日 | 7  | 怒っちゃうカナ?             |          |      |
| 2  | 5月26日 | 8  | 友達カナ?後輩カナ?          |          |      |
| 3  | 5月30日 | 9  | ツンデレなのカナ?           |          |      |
| 3  | 5月31日 | 10 | 子育ての先輩カナ?           |          |      |
| 3  | 6月01日 | 11 | 女三人、三つ巴(どもえ)カナ? |          |      |
| 3  | 6月02日 | 12 | ナイスアシスト、カナ?       |          |      |
| 4  | 6月06日 | 13 | はじめてのおつかいカナ?     |          |      |
| 4  | 6月07日 | 14 | 行方不明カナ?               |          |      |
| 4  | 6月08日 | 15 | 後輩たちの総力戦カナ?       |          |      |
| 4  | 6月09日 | 16 | そばにいてもいいのカナ?     |          |      |
| 5  | 6月13日 | 17 | 勇者カナ?                   |          |      |
| 5  | 6月14日 | 18 | 思春期カナ?                 |          |      |
| 5  | 6月15日 | 19 | みんな闘っているのカナ?     |          |      |
| 5  | 6月16日 | 20 | 親子の階段カナ?             |          |      |
| 6  | 6月20日 | 21 | ヤキモチ、カナ?             |          |      |
| 6  | 6月21日 | 22 | ストレス、カナ?             |          |      |
| 6  | 6月22日 | 23 | 危機一髪!!カナ?             |          |      |
| 6  | 6月23日 | 24 | バレちゃった、カナ?         |          |      |
| 7  | 6月27日 | 25 | 助けられるカナ?             |          |      |
| 7  | 6月28日 | 26 | 夏、先取りカナ?             |          |      |
| 7  | 6月29日 | 27 | サヨナラなのカナ?           |          |      |
| 7  | 6月30日 | 28 | 伝説のファーザー、カナ?     |          |      |

### キャッチアップ放送
6月14日-6月16日深夜（6月15日-6月17日未明）の2時台・3時台に、第1－4週のキャッチアップ放送が「ミッドナイトチャンネル」内で行われた。
- 6月14日深夜（6月15日）2:05-3:05 第1週（1-4話）
- 6月15日深夜（6月16日）2:00-3:45 第2・3週（5-11話）
- 6月16日深夜（6月17日）2:30-3:45 第3・4週（12-16話）

| NHK総合 夜ドラ                                | NHK総合 夜ドラ                       | NHK総合 夜ドラ                                                |
| 前番組                                        | 番組名                               | 次番組                                                        |
| --------------------------------------------- | ------------------------------------ | ------------------------------------------------------------- |
| 卒業タイムリミット （2022年4月4日 - 5月12日） | カナカナ （2022年5月16日 - 6月30日） | 星新一の不思議な不思議な短編ドラマ （2022年7月4日 - 7月21日） |